# Концаго (Белуно)
Концаго (итал. Conzago) је насеље у Италији у округу Белуно, региону Венето.
Према процени из 2011. у насељу је живело 173 становника. Насеље се налази на надморској висини од 387 м.